# 弗朗索瓦·博尔德

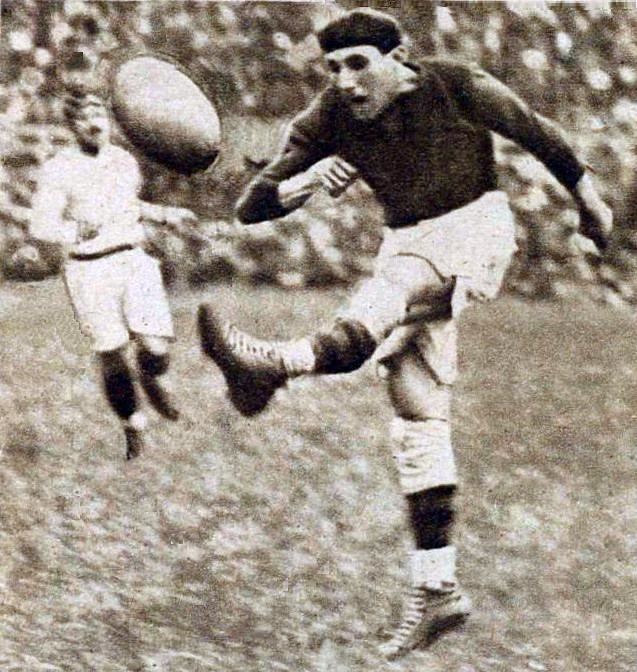
弗朗索瓦·博尔德

弗朗索瓦·博尔德（法語：François Borde，1899年12月8日—1987年12月15日），法国男子橄榄球运动员。他曾代表法国参加1920年夏季奥林匹克运动会橄榄球比赛，获得一枚银牌。